# Tim Hardaway
Timothy Duane Hardaway dit Tim Hardaway, né le 1er septembre 1966 à Chicago dans l'Illinois, est un joueur puis entraîneur américain de basket-ball. Comme joueur, Hardaway joue en NBA dans l'équipe des Warriors de Golden State. Il est connu pour ses crossovers (changement de direction du dribble très rapide). Il forme avec Chris Mullin et Mitch Richmond un trio redouté dans la ligue que l'on surnommait le Run TMC. Il est sélectionné à cinq reprises au NBA All-Star Game et remporte une médaille d'or aux Jeux olympiques d'été de 2000 avec l'équipe des États-Unis. Il est intronisé en 2022 au Basketball Hall of Fame.
Il est également le père du joueur Tim Hardaway Jr. qui évolue actuellement aux Pistons de Detroit.

## Biographie

### Warriors de Golden State (1989-1996)
Hardaway est choisi en 14e choix de la draft de la NBA 1989 par les Warriors de Golden State. Dans sa saison rookie, Hardaway a porté le numéro 5 sur son maillot, comme Manute Bol portait le numéro 10. Après que Bol a quitté les Warriors, Hardaway a récupéré le numéro. Il formait avec Chris Mullin et Mitch Richmond un trio redouté dans la ligue que l'on surnommait le Run TMC. Dans le cadre de l’attaque des Warriors, Hardaway a été responsable des contres attaques du trio, utilisant sa capacité de passe pour compléter le tir de Richmond et Mullin.
Hardaway a atteint son sommet en carrière avec 23,4 points par match au cours de la saison 1991-1992, alors que les Warriors s'inclinent au premier tour des playoffs contre les SuperSonics de Seattle. La saison suivante, Hardaway atteint son record en carrière avec 10,6 passes décisives par match, mais les Warriors n’ont pas participé aux séries éliminatoires et n'y retournent pas pour le reste du mandat d'Hardaway avec l’équipe.
En tant que joueur des Warriors, Hardaway a participé au NBA All-Star Game pendant trois années consécutives, et une blessure au genou l’a empêché de participer à la saison 1993-1994. Il a atteint la barre des 5 000 points et 2 500 passes décisives plus vite que tout autre joueur de la NBA, sauf Oscar Robertson. Hardaway a été transféré en 1996 au Heat de Miami.

### Heat de Miami (1996-2001)
À la suite de l’échange de mi-saison à Miami, Hardaway a joué 28 matchs pour terminer la saison avec des moyennes de 17,2 points par match et 10 passes décisives. Miami a participé aux playoffs, mais ont été éliminés au premier tour par les Bulls de Chicago, auteurs de leur saison à 72 victoires. 
La saison suivante a été un énorme succès pour Miami et Hardaway, puisqu'il termine 4e des votes pour le titre de NBA Most Valuable Player, a été sélectionné à la All-NBA First Team tandis que Miami établissait un record de franchise de 61 victoires sur une saison régulière. Hardaway est titulaire sur 81 matchs, avec des moyennes de 20,3 points et 8,6 passes décisives et inscrivant 203 paniers à trois points. Il a également joué au NBA All-Star Game 1997, inscrivant 10 points en 14 minutes. Lors des playoffs, Hardaway inscrit en moyenne 26 points par match pour éliminer le Magic d'Orlando au premier tour en 5 matchs, puis pour battre les Knicks de New York en 7 matchs en demi-finale de conférence, où Hardaway a marqué 38 points dans le 7e et ultime match. Miami tombe une nouvelle fois face aux champions en titre, les Bulls de Chicago en finale de conférence Est.
Au cours de la saison 1997-1998, Hardaway obtient en moyenne 18,9 points et 8,3 passes décisives par match et est choisi pour participer au NBA All-Star Game 1998. La Heat remporte 55 matchs ainsi que le titre de la division Atlantique, mais s'incline contre les Knicks en 5 matchs au premier tour des playoffs. Dans la saison, écourtée, de 1998-1999, il a obtenu en moyenne 17,4 points par match avec 7,3 passes décisives, mais s'incline à nouveau au premier tour des playoffs.
La production statistique d'Hardaway a diminué au cours de la saison 1999-2000, puisqu'Alonzo Mourning et Jamal Mashburn assument une plus grande partie de la charge offensive. Il diminue sa moyenne de points à 13,4 points et réalise 7,4 passes décisives par match. 
Durant l'été 2000, Hardaway et Mourning remportent une médaille d'or aux Jeux olympiques d'été de 2000 avec l'équipe des États-Unis à Sydney, en Australie. Avant la saison 2000-2001, on lui diagnostique une maladie rénale rare et Hardaway est mis de côté pendant une grande partie de la saison. Hardaway, à son retour, augmente tout de même sa production offensive à 14,9 points par match avec 6,3 passes décisives, pour que Miami remporte 50 matchs mais sort au premier tour des playoffs face aux Hornets de Charlotte.

### Mavericks de Dallas (2001-2002)
Après l'issue de la saison, et avec son talent déclinant avec l’âge, Hardaway est échangé aux Mavericks de Dallas le 22 août 2001, pour un second tour de draft. Avec Dallas, Hardaway est principalement utilisé en sortie de banc, commençant seulement deux matchs sur 54 et atteint à peine la barre des dix points par match. Au milieu de la saison, il est échangé aux Nuggets de Denver contre le meneur Nick Van Exel.

### Nuggets de Denver (2002)
Avec les Nuggets, il commence l'ensemble des 14 matchs, avant de prendre sa retraite et de devenir un analyste de basket-ball pour ESPN.
Alors qu’il jouait pour les Nuggets, Hardaway a été suspendu pour deux matchs et condamné à une amende de 10 000 $ par la ligue pour avoir lancé un écran de télévision sur le terrain.

### Pacers de l'Indiana (2003)
Le 27 mars 2003, Hardaway signe un contrat avec les Pacers de l'Indiana, sortant de sa retraite, et dans son premier match inscrit 14 points et délivre 7 passes décisives contre les Bulls de Chicago.

## Accomplissements
Il a atteint la barre des 5 000 points et 2 500 passes décisives plus vite que tout autre joueur de la NBA, sauf Oscar Robertson. Hardaway a accompli cette performance en 262 matchs tandis que Robertson l'a fait en 247 matchs. Il détenait le record du plus grand nombre de passes décisives dans l’histoire de la franchise du Heat de Miami avec 1 947 passes, jusqu’à ce que son total soit dépassé par Dwyane Wade le 16 janvier 2010.
Hardaway détient le record de la franchise du Heat de Miami pour le plus grand nombre de paniers à trois points inscrits en carrière, avec 806 paniers inscrits. Son numéro 10 a été retiré par la franchise du Heat le 28 octobre 2009. Le 2 avril 2022, Hardaway est annoncé comme l’un des treize membres à être intronisé au Basketball Hall of Fame pour la promotion de 2022.
Cela ne reflète pas sa carrière, mais il demeure détenteur d'un record qui est d'avoir tenté 17 tirs dans un match NBA sans en réussir un seul, le 27 décembre 1991 contre les Timberwolves du Minnesota.

## Controverse
Il s'est aussi fait remarquer pour des propos homophobes lorsque le joueur John Amaechi fut le premier sportif à révéler son homosexualité. Hardaway s'est engagé dans diverses œuvres caritatives, telles que le Trevor Project, association de prévention des suicides chez les jeunes personnes homosexuelles et trans.

## Palmarès
- Médaillé d'or aux Jeux olympiques d'été de 2000.
- 5 sélections au NBA All-Star Game en 1991, 1992, 1993, 1997, et 1998.
- All-NBA First Team en 1997.
- All-NBA Second Team en 1992, 1998.
- All-NBA Third Team en 1993.
- NBA All-Rookie First Team en 1990.

## Statistiques
| Meilleur joueur de cette catégorie statistique de la saison |

gras = ses meilleures performances

### Saison régulière
| Saison        | Équipe        | Matchs | Titul. | Min./m | % Tir | % 3pts | % LF | Rbds/m. | Pass/m. | Int/m. | Ctr/m. | Pts/m. |
| ------------- | ------------- | ------ | ------ | ------ | ----- | ------ | ---- | ------- | ------- | ------ | ------ | ------ |
| 1989-1990     | Golden State  | 79     | 78     | 33.7   | .471  | .274   | .764 | 3.9     | 8.7     | 2.1    | 0.2    | 14.7   |
| 1990-1991     | Golden State  | 82     | 82     | 39.2   | .476  | .385   | .803 | 4.0     | 9.7     | 2.6    | 0.1    | 22.9   |
| 1991-1992     | Golden State  | 81     | 81     | 41.1   | .461  | .338   | .766 | 3.8     | 10.0    | 2.0    | 0.2    | 23.4   |
| 1992-1993     | Golden State  | 66     | 66     | 39.5   | .447  | .330   | .744 | 4.0     | 10.6    | 1.8    | 0.2    | 21.5   |
| 1994-1995     | Golden State  | 62     | 62     | 37.4   | .427  | .378   | .760 | 3.1     | 9.3     | 1.4    | 0.2    | 20.1   |
| 1995-1996     | Golden State  | 52     | 18     | 28.6   | .421  | .366   | .769 | 2.5     | 6.9     | 1.4    | 0.2    | 14.1   |
| 1995-1996     | Miami         | 28     | 28     | 37.4   | .425  | .361   | .821 | 3.5     | 10.0    | 1.0    | 0.2    | 17.2   |
| 1996-1997     | Miami         | 81     | 81     | 38.7   | .415  | .344   | .799 | 3.4     | 8.6     | 1.9    | 0.1    | 20.3   |
| 1997-1998     | Miami         | 81     | 81     | 37.4   | .431  | .351   | .781 | 3.7     | 8.3     | 1.7    | 0.2    | 18.9   |
| 1998-1999     | Miami         | 48     | 48     | 36.9   | .400  | .360   | .812 | 3.2     | 7.3     | 1.2    | 0.1    | 17.4   |
| 1999-2000     | Miami         | 52     | 52     | 32.2   | .386  | .367   | .827 | 2.9     | 7.4     | 0.9    | 0.1    | 13.4   |
| 2000-2001     | Miami         | 77     | 77     | 33.9   | .392  | .366   | .801 | 2.6     | 6.3     | 1.2    | 0.1    | 14.9   |
| 2001-2002     | Dallas        | 54     | 2      | 23.6   | .362  | .341   | .833 | 1.8     | 3.7     | 0.4    | 0.1    | 9.6    |
| 2001-2002     | Denver        | 14     | 14     | 23.2   | .373  | .373   | .632 | 1.9     | 5.5     | 1.2    | 0.1    | 9.6    |
| 2002-2003     | Indiana       | 10     | 0      | 12.7   | .367  | .355   | .500 | 1.5     | 2.4     | .9     | 0.0    | 4.9    |
| Carrière      | Carrière      | 867    | 770    | 35.3   | .431  | .355   | .782 | 3.3     | 8.2     | 1.6    | 0.1    | 17.7   |
| All-Star Game | All-Star Game | 5      | 0      | 16.8   | .386  | .381   | .786 | 2.6     | 4.6     | 1.0    | 0.0    | 10.6   |

### Playoffs
| Saison   | Équipe       | Matchs | Titul. | Min./m | % Tir | % 3pts | % LF | Rbds/m. | Pass/m. | Int/m. | Ctr/m. | Pts/m. |
| -------- | ------------ | ------ | ------ | ------ | ----- | ------ | ---- | ------- | ------- | ------ | ------ | ------ |
| 1991     | Golden State | 9      | 9      | 44.0   | .486  | .354   | .789 | 3.7     | 11.2    | 3.1    | 0.8    | 25.2   |
| 1992     | Golden State | 4      | 4      | 44.0   | .400  | .345   | .649 | 3.8     | 7.3     | 3.3    | 0.0    | 24.5   |
| 1996     | Miami        | 3      | 3      | 36.7   | .465  | .364   | .714 | 1.7     | 5.7     | 1.0    | 0.0    | 17.7   |
| 1997     | Miami        | 17     | 17     | 41.2   | .359  | .313   | .795 | 4.1     | 7.0     | 1.6    | 0.1    | 18.7   |
| 1998     | Miami        | 5      | 5      | 44.4   | .447  | .436   | .784 | 3.4     | 6.6     | 1.2    | 0.0    | 26.0   |
| 1999     | Miami        | 5      | 5      | 36.4   | .268  | .200   | .625 | 2.8     | 6.4     | 1.0    | 0.2    | 9.0    |
| 2000     | Miami        | 7      | 7      | 26.0   | .294  | .206   | .700 | 2.1     | 4.7     | 0.7    | 0.0    | 7.7    |
| 2001     | Miami        | 2      | 2      | 18.0   | .222  | .333   | .000 | 1.0     | 4.5     | 0.0    | 0.0    | 2.5    |
| 2003     | Indiana      | 4      | 0      | 11.8   | .333  | .300   | .000 | 0.5     | 2.3     | 0.3    | 0.0    | 3.3    |
| Carrière | Carrière     | 56     | 52     | 36.6   | .393  | .320   | .751 | 3.1     | 6.8     | 1.6    | 0.2    | 16.8   |

## Pour approfondir
- Liste des meilleurs marqueurs en NBA en carrière.
- Liste des meilleurs passeurs en NBA en carrière.